# Atmetochilus atriceps
Atmetochilus atriceps är en spindelart som beskrevs av Pocock 1900. Atmetochilus atriceps ingår i släktet Atmetochilus och familjen Nemesiidae.
Artens utbredningsområde är Myanmar. Inga underarter finns listade.